# The Back-up Plan
The Back-up Plan (bra: Plano B; prt: Plano B...ebé) é um filme de comédia romântica, dirigido por Alan Poul, estrelado por Jennifer Lopez e Alex O’Loughlin e com Noureen DeWulf, Melissa McCarthy e Eric Christian Olsen em papéis de apoio. Foi lançado nos EUA em 23 de abril de 2010 e posteriormente em outras regiões.
O filme foi moderadamente um sucesso de bilheteria. The Back-Up Plan ganhou US$ 4 257 676 em 3 280 cinemas em sua estreia, mas conseguiu chegar ao primeiro lugar nas bilheterias. Ele caiu para o 2º lugar nas bilheterias do final de semana com um total de US$ 12 201 710, com média de 3 720 dólares por cinema. Na 2ª semana, caiu para o 4º lugar com US$ 7 255 762, com média de US$ 2 212 por cinema. Na sua terceira semana, o filme caiu para o 5º lugar, arrecadando US$ 5 033 471 dólares, com média de 1 676 dólares por cinema. Na semana seguinte, caiu para o sexto lugar, arrecadando US$ 2 387 480 dólares, com média de 956 dólares por cinema. Em 14 de julho, havia arrecadado US$ 77 237 270 em todo o mundo e é o filme de maior bilheteria da CBS Films até hoje.
O filme recebeu críticas negativas dos críticos, com a maioria dos críticos analisando o roteiro, mas reagindo positivamente ao desempenho de Lopez. O Rotten Tomatoes informou que 18% dos críticos deram críticas positivas ao filme com base em 145 críticas, com uma pontuação média de 3,6/10. Seu consenso afirma que "Jennifer Lopez é mais atraente do que nunca, mas The Back-up Plan sufoca sua estrela com personagens não-relacionados e um enredo previsível". Outro site de críticas, Metacritic, que atribui uma média ponderada de 0 a 100 nas principais críticas dos principais críticos, deu ao filme uma pontuação média de 34% com base em 32 críticas. A crítica de cinema do The New York Times Manohla Dargis escreveu que o filme "não é muito bom" e "sem graça". O crítico de cinema do Chicago Sun-Times Roger Ebert deu ao filme 1/4 estrelas, alegando que o filme "é exibido como um comercial de TV insuportável sobre pessoas bonitas com ótimos estilos de vida e nem um pensamento em suas cabecinhas vazias".

## Elenco
- Jennifer Lopez como Zoe
- Alex O’Loughlin como Stan
- Michaela Watkins como Mona
- Melissa McCarthy como Carol
- Danneel Harris como Olivia
- Linda Lavin como Nana
- Eric Christian Olsen como Clive
- Anthony Anderson como pai no parquinho
- Noureen DeWulf como Daphne
- Rowan Blanchard como filha de Mona
- Tom Bosley como Arthur
- Maribeth Monroe como Lori
- Peggy Miley  como Shirley
- Jennifer Elise Cox como lojista de Babyland
- Cesar Millan como ele mesmo
- Adam Rose como Louie
- Carlease Burke como Tabitha
- Brenda Grate como Subway Passenger
- Amy Block como Sara
- Manos Gavras  como Mario
- Kara Elizabeth Silva  como Single Goth Mom
- Christine Lozano como Single mother
- Marlowe Peyton  como Lucy
- Kim Ridley como Single mother
- Jihane Tamri como Nanny
- Brandon Herman como Farmer's Market Vendor
- Payton Lucas como Skylar
- Carter Sand como Cole

## Produção
O filme, originalmente intitulado Plan B, foi escrito por Kate Angelo e produzido por Todd Black, Jason Blumenthal e Steve Tisch. A entrada de Lopez no elenco foi anunciado em dezembro de 2008 por várias fontes. A Digital Spy anunciou em fevereiro de 2009 que Alan Poul estava em "negociações finais" para dirigir Plan B, que seria seu primeiro longa-metragem. Em 8 de abril de 2009, The Arizona Republic informou que O'Loughlin estava em negociações para ser o protagonista. The Back-up Plan foi o primeiro filme de Lopez em três anos, e ela confessou sentir-se "realmente nervosa". As filmagens começaram em 11 de maio de 2009, em Los Angeles, Califórnia. O filme também foi filmado em Pasadena, Califórnia, onde Lopez foi flagrada usando a barriga protética da gravidez. O orçamento de produção do filme era de US$35 milhões.

## Trilha sonora
A trilha sonora foi lançada em 26 de março de 2010 no iTunes. Ele está disponível na Amazon.com desde 13 de abril de 2010. A trilha sonora tem vários artistas, enquanto a trilha foi composta inteiramente por Stephen Trask.
| The Back-up Plan (Original Motion Picture Soundtrack) |                                                  |                                          |         |  |
| N.º                                                   | Título                                           | Artista                                  | Duração |  |
| 1.                                                    | "(What Is) Love?"                                | Jennifer Lopez                           | 4:27    |  |
| 2.                                                    | "Say Hey (I Love You)"                           | Michael Franti & Spearhead               | 3:39    |  |
| 3.                                                    | "Fallin' For You"                                | Colbie Caillat                           | 3:36    |  |
| 4.                                                    | "Disco Lies"                                     | Moby                                     | 3:32    |  |
| 5.                                                    | "A Beautiful Day"                                | India.Arie                               | 3:51    |  |
| 6.                                                    | "Key to My Heart"                                | Jessica Jarrell                          | 3:54    |  |
| 7.                                                    | "Crabbuckit"                                     | K-os                                     | 3:40    |  |
| 8.                                                    | "Bottles"                                        | V V Brown                                | 3:02    |  |
| 9.                                                    | "You Me & the Bourgeoisie"                       | The Submarines                           | 3:22    |  |
| 10.                                                   | "Let's Finish" (Sinden Remix)                    | Kudu                                     | 4:48    |  |
| 11.                                                   | "Day dream" (Titles Theme from The Back-up Plan) | Stephen Trask                            | 2:25    |  |
| 12.                                                   | "She Drives Me Crazy" (bonus track)              | Raney Shockne apresentando Barbara Perry | 3:14    |  |
| 13.                                                   | "What a Wonderful World" (bonus track)           | Raney Shockne apresentando Barbara Perry | 2:36    |  |

Bônus
1. "She Drives Me Crazy" – Raney Shockne f/Barbara Perry
2. "What A Wonderful World" – Raney Shockne f/Barbara Perry

Outras músicas
1. "Tik Tok" – Kesha (Trailers)
2. "Miss Independent" - Kelly Clarkson (Trailers)

### Trilha sonora
A trilha sonora do filme foi composta por Stephen Trask.
| 1. Daydream – 2:25 2. The Back Up Plan – 1:05 3. Now What? – 1:04 4. That Guy – 0:43 5. Show Me Your Cheese – 0:24 6. Goodbye for Now – 0:22 7. Another Penny Drops – 1:28 8. Pregnancy Test – 1:31 9. Community Garden – 1:40 10. A Serious Question – 0:43 11. Fire – 0:40 12. First Kiss – 1:01 13. Test Results – 0:13 14. Shadybrook – 0:38 15. Mirror, Mirror – 1:02 16. Yummy, Yummy – 1:05 17. Cheese Muse – 1:15 | 1. Orgasm – 1:01 2. Telling the Truth – 1:46 3. Not Leaving Leaving – 0:33 4. Dejected – 0:24 5. Here We Go – 0:35 6. Studies – 0:19 7. Chicken In Your Hair – 0:39 8. Pancake Prelude – 0:28 9. Are You Still In There? – 2:56 10. Wall of Strollers / Examination – 1:48 11. Pictures of Mom – 1:32 12. Just Go – 2:40 13. I Wanted a Baby – 1:03 14. Old Dogs-New Tricks – 0:43 15. Baby Time – 0:43 16. And Now, for the Exciting Conclusion Of – 4:49 17. Proposal – 1:13 |